# Osteotomia
L'osteotomia è un intervento chirurgico durante il quale un osso viene tagliato per accorciare, allungare o modificarne l'allineamento. A volte è eseguita per correggere un alluce valgo o per raddrizzare un osso che si è riformato non correttamente a seguito di una frattura. Viene anche utilizzata per correggere una situazione di coxa vara, di ginocchio valgo e ginocchio varo, e negli interventi di chirurgia maxillofacciale per ottenere un migliore accesso alle aree patologiche.
L'osteotomia è un metodo per alleviare il dolore nell'artrite, soprattutto dell'anca e del ginocchio. Viene sostituita con un intervento di protesi articolare nei pazienti più anziani.
A causa della complessità di questa procedura, il recupero può essere lungo. Un'attenta consultazione con un medico è importante al fine di assicurare una corretta pianificazione durante la convalescenza.